# Tanzania mkomaziensis
Espèce
Synonymes
- Lilliput mkomaziensis Wesołowska & Russell-Smith, 2000

Tanzania mkomaziensis est une espèce d'araignées aranéomorphes de la famille des Salticidae.

## Distribution
Cette espèce se rencontre en Afrique du Sud, en Tanzanie, en Éthiopie et au Nigeria.

## Étymologie
Son nom d'espèce, composé de mkomazi et du suffixe latin -ensis, « qui vit dans, qui habite », lui a été donné en référence au lieu de sa découverte, le parc national de Mkomazi.

## Publication originale
- Wesołowska & Russell-Smith, 2000 : Jumping spiders from Mkomazi Game Reserve in Tanzania (Araneae Salticidae).  Tropical Zoology, vol. 13, p. 11-127 (texte intégral).